# Mésange d'Iriomote
Sittiparus olivaceus
Espèce
Statut de conservation UICN

LC : Préoccupation mineure
La Mésange d'Iriomote (Sittiparus olivaceus) est une espèce d'oiseau de la famille des paridés. Elle est endémique de l'île d'Iriomote au Japon.